# Yakov Ganetsky
Yakov Hanecki (connu en Russie sous le nom de Yakov Stanislavovich Ganetsky, en cyrillique : Яков Станиславович Ганецкий), de son vrai nom Jakub Fürstenberg également connu sous le nom de Kuba, né le 15 mars 1879 et mort le 26 novembre 1937, est un communiste polonais et proche collaborateur de Vladimir Lénine. Célèbre comme l'un des sorciers de la finance qui a organisé, grâce à ses étroites relations de travail avec le révolutionnaire Alexandre Parvus, le financement secret allemand qui a aidé les bolcheviks à prendre le pouvoir lors de la révolution d'Octobre en 1917, après quoi il a servi comme fonctionnaire soviétique de rang intermédiaire jusqu'à son arrestation puis exécution en 1937.